# Céline
Céline (auch Celine) ist ein in der Frankophonie häufig genutzter Vorname. Der Name leitet sich her vom griechischen Wort Σελήνη – Selene (teils auch Σελάνα – Selana) „Mond“ bzw. die Mondgöttin der griechischen Mythologie.
Der griechische Buchstabe Eta (ήτα) wird im Spätgriechischen [i] ausgesprochen. Dies erklärt   die Lautgestalt und Schreibweise von Wörtern spätgriechischen Ursprungs in anderen Sprachen, so auch im Französischen.

## Namensträger

### Vorname
- Céline Amaudruz (* 1979), Schweizer Politikerin (SVP)
- Céline Bethmann (* 1998), deutsches Model
- Céline Bonacina (* 1975), französische Saxophonistin und Komponistin
- Céline Bonnier (* 1965), kanadische Schauspielerin
- Céline Bozon (* 1975), französische Kamerafrau
- Celine Brun-Lie (* 1988), norwegische Skilangläuferin
- Celine Buckens (* 1996), belgisch-britische Schauspielerin
- Céline Burkart (* 1995), Schweizer Badmintonspielerin
- Céline Chalverat (* 1990), Schweizer Unihockeyspielerin
- Céline Deville (* 1982), französische Fußballspielerin
- Céline Dion (* 1968), kanadische Popsängerin
- Celine Fontanges (* 1977), deutsche Schauspielerin
- Celine Van Gestel (* 1997), belgische Volleyballspielerin
- Céline Lebrun (* 1976), französische Judokämpferin
- Celine Martin (1869–1959), Nonne im Orden der Unbeschuhten Karmelitinnen, leibliche Schwester der hl. Therese von Lisieux
- Celine Michielsen (* 1994), niederländische Handballspielerin
- Celine Müller (* 1995), Schweizer Unihockeyspielerin
- Celine Rattray (* 1975), britische Filmproduzentin
- Céline Roscheck (* 1983), österreichische Musikerin und Model, Miss Austria 2002
- Céline Rudolph (* 1969), deutsche Jazz-Sängerin
- Céline Schärer (* 1990), Schweizer Triathletin
- Céline Scheen (* 1976), belgische Sopranistin
- Céline Sciamma (* 1978), französische Drehbuchautorin und Filmregisseurin
- Céline Teney (* 1981), belgische Soziologin
- Céline Vogt (* 1990), deutsche Synchronsprecherin, Tänzerin und Darstellerin
- Céline Widmer (* 1978), Schweizer Politikerin (SP)
- Céline Xolawawa (* 1990), neukaledonische Fußballspielerin

### Familienname
- Louis-Ferdinand Céline (1894–1961), französischer Schriftsteller und Arzt

### Künstlername
- Céline, bürgerlich Céline Dorka, deutsche Rapperin und Sängerin

### Fiktive Personen
- Hagbard Celine, Romanfigur aus der Trilogie Illuminatus! von Robert Shea und Robert Anton Wilson

## Unternehmen
- Céline (Modemarke), französische Modemarke